# Li Shuang
Li Shuang (en chino: 李爽; 26 de diciembre de 2004) es una deportista china que compite en halterofilia. Ganó una medalla de bronce en el Campeonato Mundial de Halterofilia de 2024, en la categoría de 64 kg.

## Palmarés internacional
| Campeonato Mundial | Campeonato Mundial | Campeonato Mundial | Campeonato Mundial |
| Año                | Lugar              | Medalla            | Categoría          |
| ------------------ | ------------------ | ------------------ | ------------------ |
| 2024               | Manama (Baréin)    | Medalla de bronce  | 64 kg              |